# Задача Келети о квадратах
Задача Келети — вопрос комбинаторной геометрии про верхнюю оценку на отношение периметра к площади объединения равных квадратов.
Сформулирован Тамасом Келети в 1998 году.
В 2014 году был найден контрпример.

## Формулировка
Предположим {\displaystyle F} — объединение конечного числа единичных квадратов на плоскости. Верно ли, что
{\displaystyle {\frac {P(F)}{S(F)}}\leq 4,}
где  {\displaystyle P(F)} обозначает периметр, а {\displaystyle S(F)} площадь {\displaystyle F}.

## Замечания
- Если все у всех квадратов совпадают центры, то выполняется равенство.
{\displaystyle {\frac {P(F)}{S(F)}}=4.}

## История
- Тамас Келети доказал, что отношение ограничено сверху некоторой константой.
- Генеш[2][3] доказал, что
{\displaystyle {\frac {P(F)}{S(F)}}\leq 5{,}6.}

Он также доказал,
{\displaystyle {\frac {P(F)}{S(F)}}\leq 4}
в трёх случаях:
- если все квадраты из семейства получаются друг из друга параллельным переносом,
- если квадраты имею общий центр
- если число квадратов равно 2.

- В 2014 году, Виктор Кисс и Золтен Виндянски построили контрпример из 5 квадратов. Они также построили пример с отношением около {\displaystyle 4{,}28}.[4]

## Вариации и обобщения
- По теореме Келети, для данного многоугольника K, частное периметра к площади у произвольного объединения многоугольников равных K, ограничено сверху.
- Аналогичные задачи для правильных многоугольников также имеют контрпримеры. То есть для правильного многоугольника K существует конечный набор равных многоугольников с объединением F такой, что

{\displaystyle {\frac {P(F)}{S(F)}}>{\frac {P(K)}{S(K)}}.}